# Goudkroonboszanger
De goudkroonboszanger (Phylloscopus ricketti) is een zangvogel uit de familie Phylloscopidae.

## Verspreiding en leefgebied
Deze soort komt voor in de bergen van zuidelijk China en overwintert in Laos en zuidelijk Vietnam.